# Michiko Neya
Michiko Neya (jap. 根谷 美智子 Neya Michiko; ur. 4 października 1965 w Echizen) – japońska seiyū i aktorka dubbingowa związana niegdyś z firmą Arts Vision.

## Filmografia
Ważniejsze role są pogrubione.

### Seriale anime
1992
- Chikyu SOS Soreike Kororin (Furon)

1994
- Sailor Moon S (Dai Heart)
- Mahōjin Guru Guru (Księżniczka Kuririsu)
- Metal Fighter Miku (Sayaka)
- Brave Police J-Decker (Azuki Tomonagi)

1995
- Wedding Peach (Cloud)
- H2 (kilka ról)
- Kishin Dōji Zenki (Nami)
- Kyōryū Bōkenki Jura Tripper (Professor)
- Juu Senshi Garukiba (Konoha Maihara, Lu Bowaer)
- Shin Kidōsenki Gundam Wing (studentka 2 (w odc. 10), studentka A  (w odc. 1-2, 5-6), ogłoszenie (w odc. 3))
- Bit the Cupid (Andromeda)
- Mojacko (Sugar)
- Gunsmith Cats (Irene „Rally” Vincent)

1996
- Aka-chan to Boku (kilka ról)
- Saint Tail (Eriw odc. 11)
- GeGeGe no Kitarō (asystent, Konko, Daiki)
- Gokinjo Monogatari (Yuki)
- Jigoku Sensei Nūbē (Ritsuko Takahashi)
- You're Under Arrest (Chie Sagamioono)
- Ultra Reideen (Sora Yamada)
- VS Knight Lamune & 40 Fire (Lip Feromony (Black Lips))
- Sailor Moon SuperS (Tomoko Takase)
- Magical Girl Pretty Sammy (Kaori)

1997
- Legend of the Mystical Ninja (matka Tsukasy)
- Virus Buster Serge (Lily Petri)
- Fortune Quest L (Marina)
- Pokémon (Panna)
- Master Mosquiton '99 (Yuki)

1998
- Eat-Man '98 (Raffin)
- Initial D (Mako Satō)
- Weiß kreuz (Yuriko Asakawa)
- Cardcaptor Sakura (Shōko Tsujitani)
- Kaiketsu Jōki Tanteidan (Anna)
- Shadow Skill (Gana Gig)
- Wirtualna Lain (Keiko Yoshii)
- Super Doll Rika-chan (Doll Izumi)
- Sentimental Journey (uczennica B)
- DT Eightron (Cynthia)
- Doraemon (gospodyni domowa)
- Master Keaton (żona Neumanna)
- Bannō Bunka Nekomusume (Futaba Kaibara)
- Fancy Lala (Ririka Kawaguchi, Mogu)
- Momoiro Sisters (Yuki Kurakata)
- Yu-Gi-Oh! (Shizuka Kawai)
- Legend of Basara (Yunoka)
- Lost Universe (Carly)

1999
- Kamikaze kaitō Jeanne (Kanako)
- Steel Angel Kurumi (Eiko Kichijōji (w odc. 3-9), Yoshino Koganei (w odc. 10-24))
- Corrector Yui (Andy)
- Starship Girl Yamamoto Yōko (Sara Dread)
- Dai-Guard (Noriko Oyama)
- To Heart (Serio (HMX-13 w odc. 10))
- Czarodziejskie zwierciadełko (policjantka)
- Pokémon (Nana)

2000
- Vandread (Barnette Orangello)
- Gear Fighter Dendoh (Kumi Hayase, Ooishi-sensei, Otome Izumo)
- Platinumhugen Ordian (Reiko)
- Saiyuki (Kanan)
- Sore ike! Anpanman (Księżniczka Margaret)
- Hidamari no Ki (Aya)
- Bikkuriman 2000 (Jikaitaigō Nova)
- Fabre-sensei wa meitantei (Angelica)
- Boys Be... (Erika Kawai)
- Muteki Ō Tri-Zenon (Sae Uryuu)

2001
- Vandread the second stage (Barnette Orangello)
- X (Saya Monō)
- Geisters (Nona Honosu)
- Kasumin (Kasumi Ranko)
- Gekito! Crush Gear Turbo (Lilika Tobita)
- Kokoro Library (Hibiki Asakura w odc. 6)
- The SoulTaker (Runa Tokisaka)
- Sabaku no kaizoku! Kyaputen Kuppa
- Król szamanów (studentka (odc. 1), wykładowca (odc. 3), Jun Tao, Marion Phauna)
- You're Under Arrest Second Season (Chie Sagamioono)
- Najica Blitz Tactics (Atena w odc. 9)
- Pokémon (Natsuki)

2002
- Weiß kreuz Glühen (Asuka Itō)
- Ghost in the Shell: Stand Alone Complex (żona Yamaguchi'ego)
- Kochira Katsushikaku Kameari Kōenmae Hashutsujo (Shiori Momoyama)
- Petite Princess Yucie (Siostra)
- Tokyo Mew Mew (matka Lettuce)
- Hanada Shōnen Shi  (gospodyni)
- Piano: The Melody of a Young Girl's Heart (Akiko Nomura)
- Heat Guy J (Phia Oliveira)
- Full Metal Panic! (Melissa Mao)

2003
- R.O.D -The TV- (Nancy Makuhari)
- Astro Boy (2003) (Reiko)
- Stellvia (prezenter, Renge Hasu)
- Onegai Twins (Tsubaki Oribe)
- Full-Blast Science Adventure – So That's How It Is (Chiwawan, Bearon)
- Crush Gear Nitro (Mahha Mai)
- Chrono Crusade (Satella Harvenheit)
- Croquette! (Milk, Sabaran, Sumomo)
- Zentrix (Akina)
- Scrapped Princess (Steyr)
- Stratos 4 (Ran Mikuriya)
- Angel's Tails (nauczycielka)
- Fullmetal Alchemist (Riza Hawkeye)
- Peacemaker Kurogane (Akesato)
- Full Metal Panic? Fumoffu (Melissa Mao)
- Pokémon: Advanced Challenge (Kakuri)
- Popolocrois (Leona)
- Someday's Dreamers (Yōko Morikawa)
- Last Exile (Delphine Eracles)

2004
- Agatha Christie's Great Detectives Poirot and Marple (Vanessa)
- Onmyō Taisenki (Mizuki)
- Chōjūshin Guravion Zwei (Ayaka Shigure, Roza)
- Tsukuyomi: Moon Phase (Hiromi Anzai)
- Tetsujin 28th (Tetsuo Shikishima (w odc. 18, 24))
- To Heart 〜Remember my memories〜 (Serio)
- Ninja Nonsense (Izumi)
- Monkey Turn (Arisa Jōgasaki)
- Yakitate!! Japan (Mako Graham)
- Yu-Gi-Oh! Duel Monster GX (Emi Ayuka)
- Rockman.EXE Stream (Tesla Magnets)

2005
- Ultimate Girls (matka Vivian w odc. 2)
- Mobile Suit Gundam SEED Destiny (Abbey Windsor, Hilda Harken)
- Gallery Fake (Runa Tsujidō w odc. 35)
- Guyver: The Bioboosted Armor (Shizu Onuma)
- Eureka Seven (Taruho YūkI, Maurice)
- Jigoku Shōjo (Riho Kaifu)
- Doraemon (Księżniczka Otto)
- Trinity Blood (Astharoshe Asran)
- Honey and Clover (Miwako Teshigawara)
- Full Metal Panic! The Second Raid (Melissa Mao)
- Pokemon: Advanced Generation (Asagi)
- MÄR (Diana, Minako)
- Rockman.EXE Beast (Tesla Magnets)

2006
- Amaenaide yo (Bosatsu)
- Ouran High School Host Club (Ayanokouji (odc. 1), kucharka (odc. 13))
- Capeta (Kaoru Tamaki)
- Kirarin Revolution (Kasumi Kumoi)
- Shin-chan (Musae Koyama)
- The Third: Aoi Hitomi no Shōjo (Mei Lin w odc.)
- Honey and Clover II (Miwako Teshigawara)
- Perfect Girl Evolution (matka Kyōhei)

2007
- Mobile Suit Gundam 00 (Shirin Bakhtiar)
- Getsumen To Heiki Mina (Minako Shirahime / Mina Shiratori)
- Goshūshō-sama Ninomiya-kun (Ryōko Ninomiya)
- Shijō saikyō no deshi Ken’ichi (Walkiria)
- Jūsō Kikō Dankūga Nova (Isabelle Cronkite)
- Jinzō Konchū Kabuto Borg VXV (Rebecca Goldberg)
- Ghost Hound (Reika Ōtori)
- Skull Man (Reina Shingyōji)
- Zero no Tsukaima: Futatsuki no Kishi (Aniesse Chevalier de Milan)
- Tengen Toppa Gurren Lagann (Adiane)
- Pururun! Shizuku-chan (Bloody Teacher)
- MOONLIGHT MILE 1st Season -Lift off- (Connie Wong)
- MOONLIGHT MILE 2nd Season -Touch down- (Connie Wong)

2008
- Ultraviolet: Code 044 (głos komputera)
- Mobile Suit Gundam 00 Second Season (Shirin Bakhtiar)
- Kirarin Revolution STAGE3 (Kasumi Kumoi)
- Sekirei (Hibiki)
- Zero no Tsukaima: Princess no Rondo (Aniesse Chevalier de Milan)
- Soul Eater (Arachne)
- Tales of the Abyss (Natalia Luzu Kimlasca-Lanvaldear)
- Birdy the Mighty Decode (Weegie)
- Noramimi (matka w odc. 8)
- Hatenkō Yūgi (Noma)
- Battle Spirits: Shōnen Toppa Bashin (Guraguri, Masako Inogashira/Numer Osiem)
- Bus Gamer (Keiko Ichinomiya)
- Hidamari Sketch (matka Yuno)
- Hyakko (Tatsuki Iizuka)
- Pururun! Shizuku-chan Aha (Bloody Teacher)

2009
- Axis Powers Hetalia (Węgry)
- Anyamaru Tantei Kiruminzuu (Haruka Mikogami)
- Guin Saga (Yana Devi w odc. 18)
- Konnichiwa Anne: Before Green Gables (Susan)
- Sayonara, Zetsubō-sensei (Miko Nezu)
- Sora no Otoshimono (Harpia 1)
- The Tower of Druaga: the Sword of Uruk (Gremica)
- Natsu no Arashi! Akinai-chū (Kyōko Kamigamo)
- Battle Spirits: Shōnen Gekiha Dan (Mira w odc. 11)
- Fresh Pretty Cure! (Naoko Yamabuki)

2010
- Arakawa Under the Bridge × Bridge (Ninomama)
- Omamori Himari (Sae Kisaragi)
- Katanagatari (Kyōken Maniwa)
- Gokujō!! Mecha Mote Iinchō Second Collection (Naomimama)
- Super Robot Wars Original Generation: The Inspector (Ouka Nagisa)
- Stich! (Mizuki)
- Sekirei: Pure Engagement (Hibiki)
- Sora no Otoshimono Forte (Harpia 1)
- Battle Spirits: Brave (Królowa Gilfam)
- Special Edition Hidamari Sketch (matka Yuno)
- Rita to nantoka (nauczycielka)

2011
- Gosick (Sophie)
- Tiger & Bunny (Kriem)
- Nura: Rise of the Yōkai Klan: Capital Demon (Yododono)
- Blade (Lupit w odc. 5)